# 앤 (가수)
앤(Ann, 본명: 정안훈, 1978년 8월 1일 ~ )은 대한민국의 여성 솔로 가수이다. 2002년 2월 15일, 〈Infinite Wave Of Love〉로 데뷔해, 많은 흥행을 얻고 있다. 그 후 가수로 많은 신경을 쓰면서 평행의 인기를 얻고 있다.

## 학력
- 캘리포니아 대학교 버클리 영문학 (졸업)

## 음반 목록

### 정규
- 2002년 《Infinite Wave Of Love》
- 2004년 《Phoenix Rising》

### O.S.T
- 2003년 《튜브 OST》
- 2017년 《추리의 여왕 OST Part 4》 (with 윤미래)